# Trattato di Abernethy
Il trattato di Abernethy venne siglato nel villaggio scozzese di Abernethy che portò a un patto di non belligeranza tra re Malcolm III di Scozia e Guglielmo di Normandia.
Guglielmo aveva iniziato la sua conquista dell'Inghilterra col suo esercito sbarcato nel Sussex, sconfiggendo quindi Aroldo II d'Inghilterra nella battaglia di Hastings nel 1066. Gran parte della nobiltà sassone venne decimata ad Hastings e quella che rimase in vita venne rimpiazzata da nobili normanni, a parte il Kent (comprendente all'epoca parte di Londra, dell'Essex e del Sussex; il motto della contea del Kent infatti è INVICTA) che, come la Scozia ed il Galles non vennero mai sconfitti dai Normanni.
La battaglia di Hastings non segnò ad ogni modo la fine di tutte le lotte (anzi), e l'esercito di Guglielmo dovette sopprimere diverse ribellioni per potersi assicurare il controllo del regno d'Inghilterra scendendo a patti con gli Angli e sposando Matilde delle Fiandre figlia di un nobile anglo fuggito dopo il 1066. Come risultato di queste sommosse, diversi nobili sassoni avevano cercato asilo alla corte di Malcolm III. Uno di questi fu Edgardo Atheling, membro della casa di Wessex e pertanto uno dei pretendenti al trono inglese.
Trovandosi di fronte un Regno di Alba ostile in alleanza con gli ex signori sassoni tra cui Edgardo, Guglielmo decise di portarsi a nord col proprio esercito e siglò con Malcolm il trattato di Abernethy. Anche se i dettagli specifici del trattato sono andati perduti, si sa che in cambio del giuramento di alleanza con Guglielmo, Malcolm ottenne dei possedimenti in Cumbria ma Edgardo dovette essere cacciato dalla corte scozzese anche se la moglie di Malcom era Sassone.

## Antefatto
Nel 1040, Duncan I di Scozia era stato ucciso in battaglia da Macbeth. Il figlio di Duncan, Malcolm venne costretto a cercare rifugio in Inghilterra. Quindici anni dopo Malcolm fu in grado di vendicare la morte di suo padre nella Battaglia di Lumphanan, dove Macbeth venne ucciso. Lulach, figliastro di Macbeth, succedette al trono di Scozia per breve tempo prima di morire anch'egli per mano di Malcolm nel 1058. Con la morte di Lulach, Malcolm divenne quindi re degli scozzesi. Nel corso del suo regno Malcolm invase le contee settentrionali dell'Inghilterra diverse volte. Le contee di Northumberland, Cumberland e Westmorland erano storicamente pretese dalla Scozia.
In Inghilterra dopo la ritirata e la morte di Aroldo Godwinson alla battaglia di Hastings nel 1066, la resistenza inglese ai conquistatori normanni si era incentrata sulla figura di Edgardo Aetheling, nipote di Edmondo II d'Inghilterra. Edmondo era fratellastro di Edoardo il Confessore. Copsi, uno dei sostenitori di Tostig (un conte di Northumbria di stirpe anglosassone che era stato bandito da Edoardo il Confessore), era nativo della Northumbria e la sua famiglia era stata regnante a Bernicia, ai tempi del regno di Northumbria. Copsi aveva combattuto nell'esercito di Harald Hardrada con Tostig, contro Aroldo Godwinson alla Battaglia di Stamford Bridge nel 1066. Egli aveva tentato di fuggire dopo la sconfitta di Harald. Quando Copsi offrì il proprio omaggio feudale a Guglielmo a Barking nel 1067, Guglielmo stesso lo ricompensò creandolo conte di Northumbria. Dopo sole cinque settimane come conte, Copsi venne ucciso da Osulf, figlio del conte Eadulfo III di Bernicia. Quando a sua volta l'usurpatore Osulf venne ucciso da suo cugino, Cospatrick, egli ottenne la contea da Guglielmo. Non era molto nella propria nuova posizione che aderì alle ribellioni di Edgardo Aetheling contro Guglielmo nel 1068.
Con due conti assassinati ed uno che aveva recentemente cambiato bandiera, Guglielmo si decise ad intervenire personalmente in Northumbria. Egli marciò pertanto verso nord e giunse a York nell'estate del 1068. L'opposizione si disperse e personaggi come Edgardo cercarono rifugio alla corte di Malcolm III. Nell'inverno del 1069-70 Guglielmo guidò il suo esercito in una campagna di terrore nel nord del paese in un'azione nota che comportò la devastazione dell'Inghilterra settentrionale.
Nel 1071 in Scozia, Malcolm sposò la sorella di Aetheling, Margherita. Il matrimonio tra Malcolm e la sorella di Edgardo sarà una delle pietre miliari della storia d'Inghilterra e della Scozia. L'influenza di Margherita e dei suoi figli fu determinante per l'anglicizzazione delle Lowlands.
Edgardo cercò l'ausilio di Malcolm nella sua lotta contro Guglielmo. Con Edgardo come proprio alleato, Malcolm fu in grado di utilizzare tale alleanza per espandere il proprio regno conquistando le disputate contee a nord dell'Inghilterra. Nel 1071 decise di invadere il Cumberland, probabilmente per istituire un confine tra Carlisle e Newcastle, razziando fattorie e villaggi.

## Trattato
Le razzie compiute da Malcolm nell'Inghilterra settentrionale oltre ai legami tra la casata reale di Scozia e quella anglosassone degli Wessex erano minacce serie per Guglielmo. Con la sua campagna nel nord del paese, egli aveva riacceso l'attenzione sulla questione scozzese. Nel 1072 ricompose un esercito composto da cavalieri coi quali si portò nella Scozia meridionale. Nel contempo diede istruzioni ad una flotta perché si portasse nella costa orientale scozzese per dare rifornimenti alle sue truppe che avanzavano nel territorio nemico. Guglielmo attraverso il vallo di Adriano ed arrivò presso Abernethy nel Perthshire dove Guglielmo e Malcolm siglarono il trattato di Abernethy il quale, secondo la Cronaca anglosassone, Malcolm divenne, finché gli convenne, "uno degli uomini di Guglielmo". I dettagli precisi del trattato sono ad oggi sconosciuti perché non sono sopravvissuti sino a noi documenti relativi, ma pare che il figlio di Malcolm, Duncan, fosse dato in ostaggio ai normanni in Inghilterra ed Edgard venne espulso dalla corte scozzese dove aveva ricevuto protezione. In cambio della sua alleanza, Malcolm ottenne delle proprietà fondiarie in Cumbria.

## Conseguenze
La pace assicurata tramite la firma del trattato ad ogni modo non fu semplice da mantenere. Quando i negoziati sui territori contesi nella Cumbria col nuovo re d'Inghilterra, Guglielmo II, Malcolm invase nuovamente il nord dell'Inghilterra ed assediò il Castello di Alnwick. Inaspettatamente sopraggiunse una colonna capeggiata dal conte di Northumbria. Malcolm e suo figlio vennero uccisi nella successiva Battaglia di Alnwick (1093).
Nel 1173 Guglielmo il Leone di Scozia supportò una ribellione contro Enrico II d'Inghilterra. Nel 1174, Guglielmo venne catturato nella Battaglia di Alnwick (1174). Venne trasferito a Falaise in Normandia. Qui Guglielmo siglò il trattato di Falaise lasciando a tutti gli effetti la Scozia ad Enrico. Enrico quindi restituì la Scozia a Guglielmo come feudo in cambio della sua fedeltà. Ad ogni modo, dopo la morte di Enrico II, Guglielmo chiese a Riccardo I di sollevarlo dai termini imposti dal trattato che era stato siglato. Riccardo, necessitando di un modo per finanziare la terza crociata, accettò l'offerta di Guglielmo di 10.000 marchi ed a Canterbury il 5 dicembre 1189 decise di liberarlo da tutte le pendenze e con lui la Scozia che rimase un reame indipendente sino all'epoca di Edoardo I che riprese le pretese inglesi nel 1291-1292.